# Боснія і Герцеговина на зимових Олімпійських іграх 2006
Боснія і Герцеговина брала участь у зимових Олімпійських іграх 2006 року у Турині (Італія), вчетверте за свою історію. Олімпійська збірна країни складалася з 6 спортсменів (3 чоловіків та 3 жінок), які взяли участь у 3 видах спортивних змагань: з біатлону, гірськолижного спорту і лижних гонок. Прапороносцем на церемонії відкриття була біатлоністка Александра Василєвич, а на церемонії закриття — гірськолижниця Мойца Ратай. Жодної медалі олімпійці Боснії і Герцеговини не завоювали.

## Біатлон
| Спортсмен            | Змагання                      | Фінал     | Фінал   | Фінал |
| Спортсмен            | Змагання                      | Час       | Промахи | Місце |
| -------------------- | ----------------------------- | --------- | ------- | ----- |
| Миро Чосич           | спринт, чоловіки              | 32:56.1   | 4       | 85    |
| Миро Чосич           | індивідуальна гонка, чоловіки | 1:08:32.7 | 7       | 83    |
| Александра Василєвич | спринт, жінки                 | 28:10.9   | 1       | 78    |
| Александра Василєвич | індивідуальна гонка, жінки    | 1:01:11.8 | 1       | 74    |

## Гірськолижний спорт
| Спортсмен      | Змагання                     | Спуск 1       | Спуск 2       | Загальний     | Місце         |
| -------------- | ---------------------------- | ------------- | ------------- | ------------- | ------------- |
| Мойца Ратай    | гігантський слалом, жінки    | не стартувала | не стартувала | не стартувала | не стартувала |
| Мойца Ратай    | слалом, жінки                | 45.34         | 49.03         | 1:34.37       | 31            |
| Марко Шафферер | гігантський слалом, чоловіки | 1:39.28       | 1:25.18       | 3:04.46       | 37            |
| Марко Шафферер | слалом, чоловіки             | 1:01.11       | 56.06         | 1:57.17       | 30            |

## Лижні перегони
Марафон
| Спортсмен         | Змагання                         | Фінал   | Фінал | Фінал |
| Спортсмен         | Змагання                         | Час     | Місце |       |
| ----------------- | -------------------------------- | ------- | ----- | ----- |
| Боян Самарджія    | 15 км, класичний стиль, чоловіки | 51:28.8 | 89    |       |
| Ведрана Вучичевич | 10 км, класичний стиль, жінки    | 42:45.8 | 70    |       |